# ان‌جی‌سی ۱۱۶۹
ان‌جی‌سی ۱۱۶۹ (انگلیسی: NGC 1169) نام یک کهکشان است.